# Équipe cycliste CCACHE x BODYWRAP
L'équipe cycliste CCACHE x BODYWRAP est une équipe cycliste australienne créée en 2016 et participant aux circuits continentaux de cyclisme et en particulier l'UCI Oceania Tour. 

## Histoire
L'équipe est créée à Sydney sous la forme d'une équipe de club en 2016. Elle devient une équipe continentale entre 2018 et 2020, ainsi que lors de la première partie de la saison 2023.

## Principales victoires
- Jelajah Malaysia : 2017 (Brendon Davids)

## Classements UCI
L'équipe participe aux épreuves des circuits continentaux et en particulier de l'UCI Oceania Tour. Les tableaux ci-dessous présentent les classements de l'équipe sur les circuits, ainsi que son meilleur coureur au classement individuel.
UCI Oceania Tour
| UCI Oceania Tour | UCI Oceania Tour       | UCI Oceania Tour                          | UCI Oceania Tour |
| Année            | Classement par équipes | Meilleur coureur au classement individuel |                  |
| ---------------- | ---------------------- | ----------------------------------------- | ---------------- |
| 2018             | 13e                    | Nick Reddish (66e)                        |                  |
| 2019             | 4e                     | Angus Lyons (34e)                         |                  |
| 2020             | 6e                     | Thomas Bolton (81e)                       |                  |
| 2023             | 7e                     | -                                         |                  |
|                  |                        |                                           |                  |
| Source : UCI     |                        |                                           |                  |

L'équipe est également classée au Classement mondial UCI qui prend en compte toutes les épreuves UCI et concerne toutes les équipes UCI.
| Classement mondial | Classement mondial     | Classement mondial                        | Classement mondial |
| Année              | Classement par équipes | Meilleur coureur au classement individuel |                    |
| ------------------ | ---------------------- | ----------------------------------------- | ------------------ |
| 2019               | 136e                   | Angus Lyons (611e)                        |                    |
| 2020               | 171e                   | Thomas Bolton (1640e)                     |                    |
| 2023               | 159e                   | Marcus Culey (2784e)                      |                    |
|                    |                        |                                           |                    |
| Source : UCI       |                        |                                           |                    |

## Oliver's Real Food Racing en 2020
| Cycliste            | Date de naissance | Nationalité    | Équipe 2019                                 |  |
| ------------------- | ----------------- | -------------- | ------------------------------------------- |  |
| Thomas Bolton       | 20 novembre 1998  | Australie      | Drapac-Cannondale Holistic Development Team |  |
| Kai Chapman         | 20 août 1999      | Australie      | Pro Racing Sunshine Coast                   |  |
| Fintan Conway       | 12 avril 1999     | Australie      | Oliver's Real Food Racing                   |  |
| Brendon Davids      | 4 février 1993    | Afrique du Sud | Oliver's Real Food Racing                   |  |
| Riley Fleming       | 9 août 1999       | Australie      |                                             |  |
| William Hodges      | 30 avril 1997     | Australie      | Oliver's Real Food Racing                   |  |
| Campbell Jones      | 25 janvier 1999   | Australie      | Oliver's Real Food Racing                   |  |
| Angus Lyons         | 12 janvier 1996   | Australie      | Oliver's Real Food Racing                   |  |
| Karl Michelin-Beard | 14 octobre 1994   | Australie      | Oliver's Real Food Racing                   |  |
| Conor Murtagh       | 10 juillet 1993   | Australie      | Oliver's Real Food Racing                   |  |
| Callum Pearce       | 4 janvier 1998    | Australie      | Oliver's Real Food Racing                   |  |
| Sebastian Presley   | 23 janvier 1998   | Australie      | Oliver's Real Food Racing                   |  |
| Jack Sykes          | 17 février 2000   | Australie      | Oliver's Real Food Racing                   |  |
| Liam White          | 9 novembre 1994   | Australie      | Drapac-Cannondale Holistic Development Team |  |
| Sean Whitfield      | 11 mai 1995       | Australie      |                                             |  |